# 브라이언 리트럴
브라이언 리트렐(Brian Littrell, 1975년 2월 20일 - )은 미국의 가수로, 백스트리트 보이즈의 일원이다. 백스트리트보이즈의 리더 케빈리처드슨과 사촌지간 이기도 하다.
아이돌그룹으로 데뷔를 했음에도 미국. 유럽등의 많은 가수들이 존경하는 뮤지션을 꼽을 때 그의 이름을 종종 거론 하기도 할 정도로
출중한 실력에 아름다운 목소리를 가진 가수이다.
착실한 기독교신자로 2006년에는 CCM곡들로 이루어진 솔로앨범 <Welcome Home>을 발표했었다.

## 같이 보기
- 백스트리트 보이스